# 盖舍
盖舍（發音：[ˈɡɛʃɐ] ⓘ）是德国北莱茵-威斯特法伦州明斯特行政区博尔肯县的城市，面积80.84平方千米，2023年12月31日人口为17,467人。